# Agrostis durieui
Agrostis durieui é uma espécie de gramínea do gênero Agrostis, pertencente à família Poaceae.